# Dale Eve
Dale Donald Eve (Premboke Parish, 9 febbraio 1995) è un calciatore britannico, di Bermuda, portiere dell'Alvechurch.

## Carriera

### Nazionale
L'11 novembre 2011 ha esordito con la Nazionale di calcio di Bermuda nel match valido per le Qualificazioni ai mondiali del 2014 vinto 2-1 contro Barbados.

## Statistiche

### Cronologia presenze e reti in nazionale
| Cronologia completa delle presenze e delle reti in nazionale ― Bermuda | Cronologia completa delle presenze e delle reti in nazionale ― Bermuda | Cronologia completa delle presenze e delle reti in nazionale ― Bermuda | Cronologia completa delle presenze e delle reti in nazionale ― Bermuda | Cronologia completa delle presenze e delle reti in nazionale ― Bermuda | Cronologia completa delle presenze e delle reti in nazionale ― Bermuda | Cronologia completa delle presenze e delle reti in nazionale ― Bermuda | Cronologia completa delle presenze e delle reti in nazionale ― Bermuda |
| Data                                                                   | Città                                                                  | In casa                                                                | Risultato                                                              | Ospiti                                                                 | Competizione                                                           | Reti                                                                   | Note                                                                   |
| ---------------------------------------------------------------------- | ---------------------------------------------------------------------- | ---------------------------------------------------------------------- | ---------------------------------------------------------------------- | ---------------------------------------------------------------------- | ---------------------------------------------------------------------- | ---------------------------------------------------------------------- | ---------------------------------------------------------------------- |
| 11-11-2011                                                             | Hamilton                                                               | Bermuda                                                                | 2 – 1                                                                  | Barbados                                                               | Amichevole                                                             | -                                                                      | 45’                                                                    |
| 29-3-2015                                                              | Hamilton                                                               | Bermuda                                                                | 3 – 0                                                                  | Bahamas                                                                | Qual. Mondiali 2018                                                    | -                                                                      | 45’                                                                    |
| 6-6-2015                                                               | Hamilton                                                               | Bermuda                                                                | 1 – 1                                                                  | Porto Rico                                                             | Amichevole                                                             | -                                                                      | 58’                                                                    |
| 16-6-2015                                                              | Hamilton                                                               | Bermuda                                                                | 0 – 1                                                                  | Guatemala                                                              | Qual. Mondiali 2018                                                    | -1                                                                     |                                                                        |
| 22-3-2016                                                              | L'Avana                                                                | Cuba                                                                   | 2 – 1                                                                  | Bermuda                                                                | Qualificazioni alla Coppa dei Caraibi 2017                             | -2                                                                     |                                                                        |
| 27-3-2016                                                              | Hamilton                                                               | Bermuda                                                                | 2 – 1                                                                  | Guyana francese                                                        | Qualificazioni alla Coppa dei Caraibi 2017                             | -1                                                                     |                                                                        |
| 5-6-2016                                                               | Hamilton                                                               | Bermuda                                                                | 0 – 1                                                                  | Rep. Dominicana                                                        | Qualificazioni alla Coppa dei Caraibi 2017                             | -1                                                                     |                                                                        |
| 13-10-2018                                                             | Hamilton                                                               | Bermuda                                                                | 12 – 0                                                                 | Sint Maarten                                                           | CONCACAF Nations League 2019-2020 - Qualificazioni                     | -                                                                      |                                                                        |
| 17-11-2018                                                             | Hamilton                                                               | Bermuda                                                                | 1 – 0                                                                  | El Salvador                                                            | CONCACAF Nations League 2019-2020 - Qualificazioni                     | -                                                                      |                                                                        |
| 24-3-2019                                                              | Santiago de los Caballeros                                             | Rep. Dominicana                                                        | 1 – 3                                                                  | Bermuda                                                                | CONCACAF Nations League 2019-2020 - Qualificazioni                     | -1                                                                     |                                                                        |
| 7-6-2019                                                               | Hamilton                                                               | Bermuda                                                                | 1 – 0                                                                  | Guyana                                                                 | Amichevole                                                             | -                                                                      |                                                                        |
| 17-6-2019                                                              | San José                                                               | Haiti                                                                  | 2 – 1                                                                  | Bermuda                                                                | Gold Cup 2019 - 1º Turno                                               | -2                                                                     |                                                                        |
| 21-6-2019                                                              | Frisco                                                                 | Costa Rica                                                             | 2 – 1                                                                  | Bermuda                                                                | Gold Cup 2019 - 1º Turno                                               | -2                                                                     |                                                                        |
| 25-6-2019                                                              | Harrison                                                               | Bermuda                                                                | 2 – 0                                                                  | Nicaragua                                                              | Gold Cup 2019 - 1º Turno                                               | -                                                                      |                                                                        |
| 6-9-2019                                                               | Hamilton                                                               | Bermuda                                                                | 1 – 4                                                                  | Panama                                                                 | CONCACAF Nations League 2019-2020 - 1º Turno                           | -4                                                                     |                                                                        |
| 9-9-2019                                                               | Hamilton                                                               | Panama                                                                 | 0 – 2                                                                  | Bermuda                                                                | CONCACAF Nations League 2019-2020 - 1º Turno                           | -                                                                      |                                                                        |
| 12-10-2019                                                             | Hamilton                                                               | Bermuda                                                                | 1 – 5                                                                  | Messico                                                                | CONCACAF Nations League 2019-2020 - 1º Turno                           | -5                                                                     |                                                                        |
| 16-10-2019                                                             | Hamilton                                                               | Bermuda                                                                | 0 – 0                                                                  | Guatemala                                                              | Amichevole                                                             | -                                                                      | 90’                                                                    |
| 20-11-2019                                                             | Toluca                                                                 | Messico                                                                | 2 – 1                                                                  | Bermuda                                                                | CONCACAF Nations League 2019-2020 - 1º Turno                           | -2                                                                     |                                                                        |
| 26-3-2021                                                              | Orlando                                                                | Canada                                                                 | 5 – 1                                                                  | Bermuda                                                                | Qual. Mondiali 2022                                                    | -5                                                                     |                                                                        |
| 31-3-2021                                                              | Bradenton                                                              | Bermuda                                                                | 5 – 0                                                                  | Aruba                                                                  | Qual. Mondiali 2022                                                    | -                                                                      |                                                                        |
| 5-6-2021                                                               | Paramaribo                                                             | Suriname                                                               | 6 – 0                                                                  | Bermuda                                                                | Qual. Mondiali 2022                                                    | -6                                                                     |                                                                        |
| 3-7-2021                                                               | Fort Lauderdale                                                        | Bermuda                                                                | 8 – 1                                                                  | Barbados                                                               | Qual. Gold Cup 2021                                                    | -1                                                                     |                                                                        |
| 7-7-2021                                                               | Fort Lauderdale                                                        | Haiti                                                                  | 4 – 1                                                                  | Bermuda                                                                | Qual. Gold Cup 2021                                                    | -4                                                                     |                                                                        |
| 4-6-2022                                                               | Hamilton                                                               | Bermuda                                                                | 0 – 0                                                                  | Haiti                                                                  | CONCACAF Nations League 2022-2023 - 1º Turno                           | -                                                                      |                                                                        |
| 7-6-2022                                                               | Georgetown                                                             | Guyana                                                                 | 2 – 1                                                                  | Bermuda                                                                | CONCACAF Nations League 2022-2023 - 1º Turno                           | -2                                                                     |                                                                        |
| 12-6-2022                                                              | Santo Domingo                                                          | Montserrat                                                             | 3 – 2                                                                  | Bermuda                                                                | CONCACAF Nations League 2022-2023 - 1º Turno                           | -3                                                                     |                                                                        |
| 25-3-2023                                                              | Hamilton                                                               | Bermuda                                                                | 0 – 2                                                                  | Guyana                                                                 | CONCACAF Nations League 2022-2023 - 1º Turno                           | -2                                                                     |                                                                        |
| 29-3-2023                                                              | San Cristóbal                                                          | Haiti                                                                  | 3 – 1                                                                  | Bermuda                                                                | CONCACAF Nations League 2022-2023 - 1º Turno                           | -3                                                                     | Cap.                                                                   |
| 8-9-2023                                                               | Hamilton                                                               | Bermuda                                                                | 0 – 0                                                                  | Guyana francese                                                        | CONCACAF Nations League 2023-2024 - 1º Turno                           | -                                                                      |                                                                        |
| 12-9-2023                                                              | Kingstown                                                              | Saint Vincent e Grenadine                                              | 4 – 3                                                                  | Bermuda                                                                | CONCACAF Nations League 2023-2024 - 1º Turno                           | -4                                                                     |                                                                        |
| Totale                                                                 |                                                                        | Presenze                                                               | 31                                                                     |                                                                        | Reti                                                                   | -51                                                                    |                                                                        |